# Feone
In araldica, il termine feone indica la punta di un dardo munita di denti, da cui anche il nome alternativo ferro di dardo indentato. Frequente nell'araldica francese e in quella inglese, ma pochissimo usato in Italia. Simboleggia acutezza di pensiero.

## Posizione araldica ordinaria
Il feone è rappresentato con la punta rivolta in alto nell'araldica francese e con la punta in basso in quella inglese.

Di verde, alla sbarra ondata accompagnata da un feone in capo e da una spiga di grano in punta, il tutto d'argento (stemma di Riaillé, Francia)
D'oro, al feone d'azzurro (famiglia Sidney, Regno Unito)